# Рибалочка гвадалканальський
Рибалочка гвадалканальський (Ceyx nigromaxilla) — вид сиворакшоподібних птахів родини рибалочкових (Alcedinidae). Ендемік Соломонових Островів. Раніше входив до комплексу видів новогвінейського рибалочки-крихітки, однак був визнаний окремим видом.

## Опис
Довжина птаха становить 14 см. Голова і верхня частина тіла темно-сині, обличчя оранжеве, на скронях оранжево-білі плями. Нижня частина тіла блідо-жовтувато-оранжева, горло біле. Дзьоб чорний, знизу біля основи оранжевий.

## Поширення і екологія
Гвадалканальські рибалочки є ендеміками острова Гуадалканал в архіпелазі Соломонових островів. Вони живуть в підліску вологих тропічних лісів, в густих вторинних заростях і на плантаціях. Зустрічаються на висоті до 1200 м над рівнем моря.